# Muzeum města Stari Grad
Muzeum města Stari Grad (chorvatsky: Muzej Staroga Grada) je muzeum města Stari Grad na ostrově Hvar. Sídlí v paláci rodiny Biankini. Zřizovatelem muzea je město Stari Grad.

## Budova

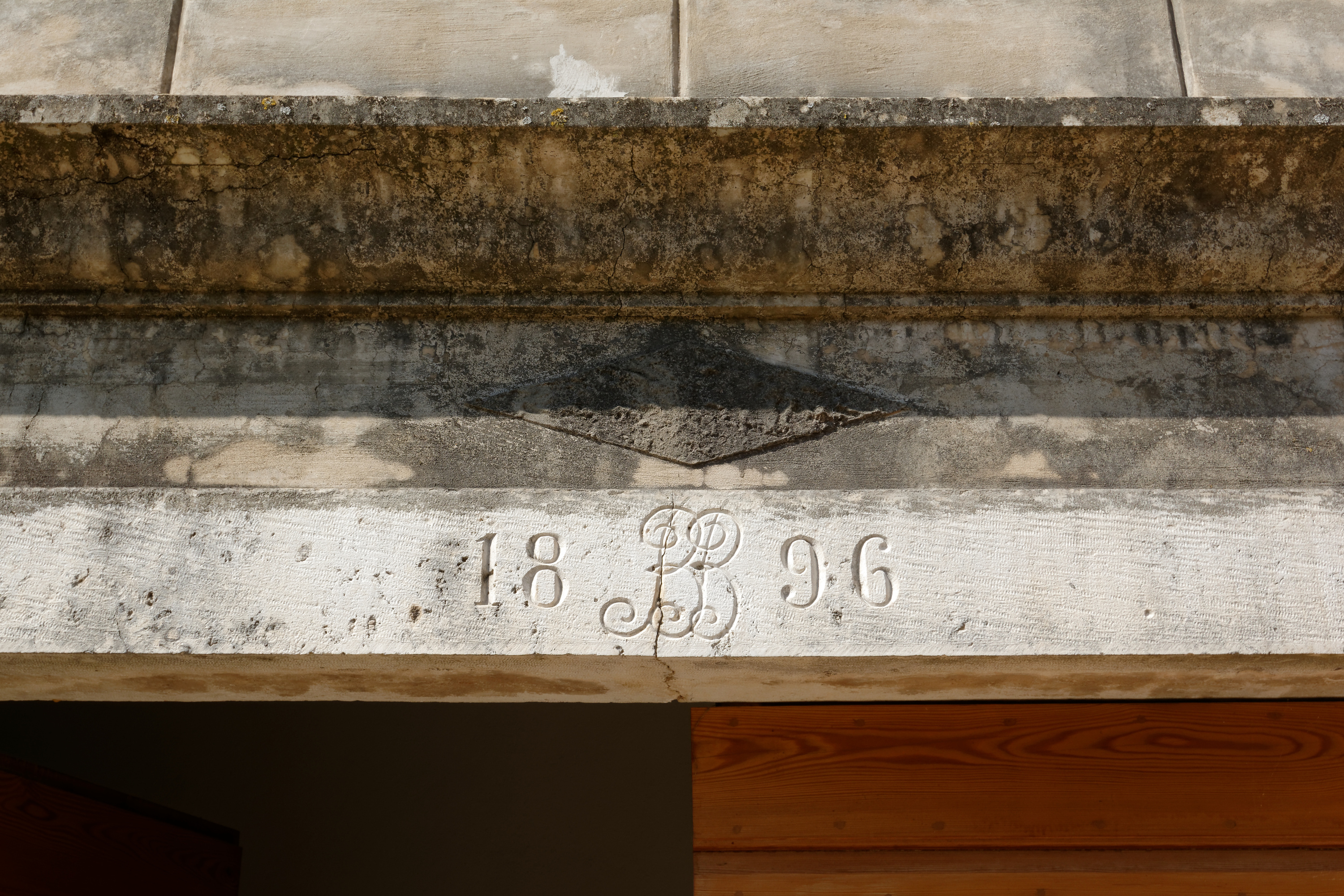
Nápis na nadpraží vstupu do paláce 18 BB 96.

Novorenesanční palác Biankini (chorvatsky: Palača Biankini) byl postaven jako reprezentační sídlo rejdařské rodiny Biankini v roce 1896. Tato skutečnost je připomínána nápisem nad vstupním dveřmi: 18 BB 96 (kde BB znamená Bratři Biankini – chorvatsky: Braća Biankini). Synové rejdaře Juraje Biankini byli čtyři:
- Dinko (Domenico) Biankini (1854–? ) – námořní kapitán,
- Juraj Biankini (1847–1928) – kněz a politik,
- Petar Luka Biankini (1856–1928) – agronom,
- Ante Biankini (1860–1934) – lékař.

Palác se nachází v bezprostředním sousedství sídla renesančního šlechtice a básníka Petara Hektoroviće Tvrdalj. Rodina se do nového paláce přestěhovala ze starého domu v ulici Srinjo Kola. Architekti ani stavitelé nejsou známi. Jediným známým tvůrcem je autor nástěnných maleb ve vstupní hale a na schodišti paláce. Je jím Ivan Zamala ze Zadaru. (Ten je  rovněž autorem výzdoby nedalekého kostela svatého Petra při dominikánském klášteře ve Starém Gradu). V zahradě paláce byl v té době Petarem Biankini zasazen himálajský cedr, který zde roste dodnes.

## Historie
Během druhé světové války zde sídlilo italské a později německé vojenské velení. Po osvobození se zde nacházela nemocnice jugoslávských partyzánů. Po skončení války se v domě nacházelo sídlo komunistické strany. Později krejčovská škola pro dívky. V padesátých letech byl palác proměněn na mateřskou školu a v přízemí byl otevřen obchod se stavebninami. Během této doby byla poničena výzdoba paláce i archiv rodiny Biankini.
V roce 1963 byla v paláci otevřena sbírka děl malíře Juraje Plančiće. Později byla galerie přeměněna na městské muzeum. V roce 1967 byl otevřen kapitánský pokoj, který zobrazuje reálie obydlí námořního kapitána poloviny 19. století.

## Muzeum
V přízemí se nachází expozice podmořské archeologie, která byla otevřena v roce 1995 a v roce 2003 umístěna v této části. Dále je zde Galerie Juraje Plančiće, kde se odehrávají dočasné výstavy.
V prvním patře je umístěna expozice archeologických nálezů z města a jeho okolí. Dále je zde salon rodiny Gelineo-Bervaldi z počátku 19. století, z doby kdy u rodiny bydlel hvarský biskup během svých návštěv ve Starém Gradu. Tento salon sem byl přenesen ze sídla rodiny díky odkazu paní Jerky Dumanić.
Ve druhém patře se nachází "kapitánský pokoj" z poloviny 19. století a zbývající místnosti jsou věnovány dílu čtyř výtvarníků, kteří se narodili v tomto městě:
- Juraj Plančić (Stari Grad, 1899 – Paříž, 1930)
- Bartol Petrić (Stari Grad, 1899 – Split, 1974)
- Magda Dulčić (Stari Grad, 1965 – Stari Grad, 2016)
- Pavo Dulčić (Stari Grad, 1947 – Split, 1974).[2]

Zahrada paláce Biankini byla v roce 2009 přeměněna v lapidárium muzea, kde je možé vidět původní mozaiky z kostela svatého Jana, které pocházejí ze 3. a z 5. nebo 6. století.

## Další činnost
Muzeum má rozsáhlé sbírky z oborů archeologie, podmořské archeologie, numismatiky, národopisu, výtvarných děl (například Jurja Plančiće a Bartola Petriće). Nachází se zde i knihovna a archiv písemností, korespondence, dobových fotografií a pohlednic.
Muzeum vydává knihy a publikace věnované regionální historii a přírodovědě.

## Galerie

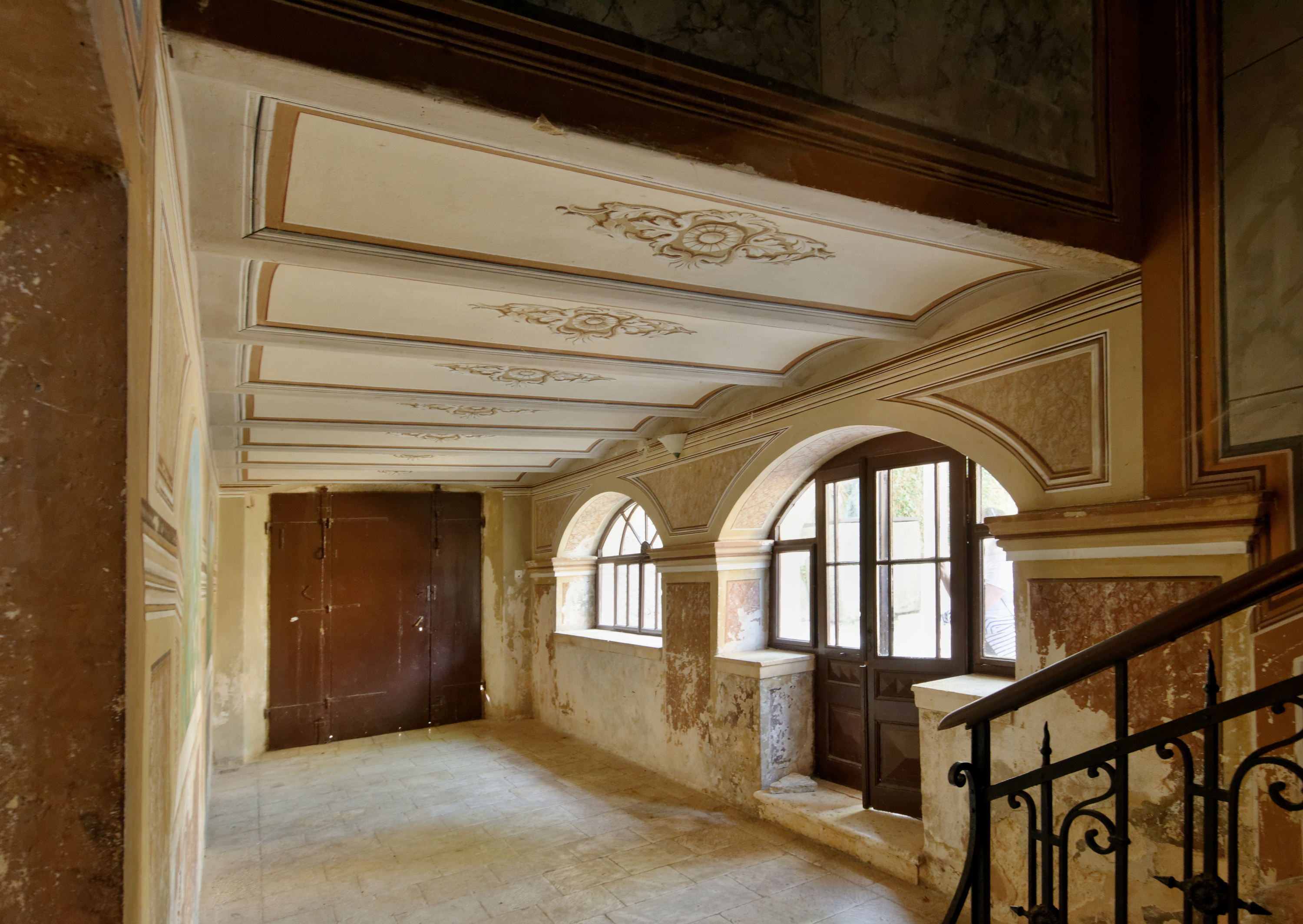
Chodba v přízemí paláce.
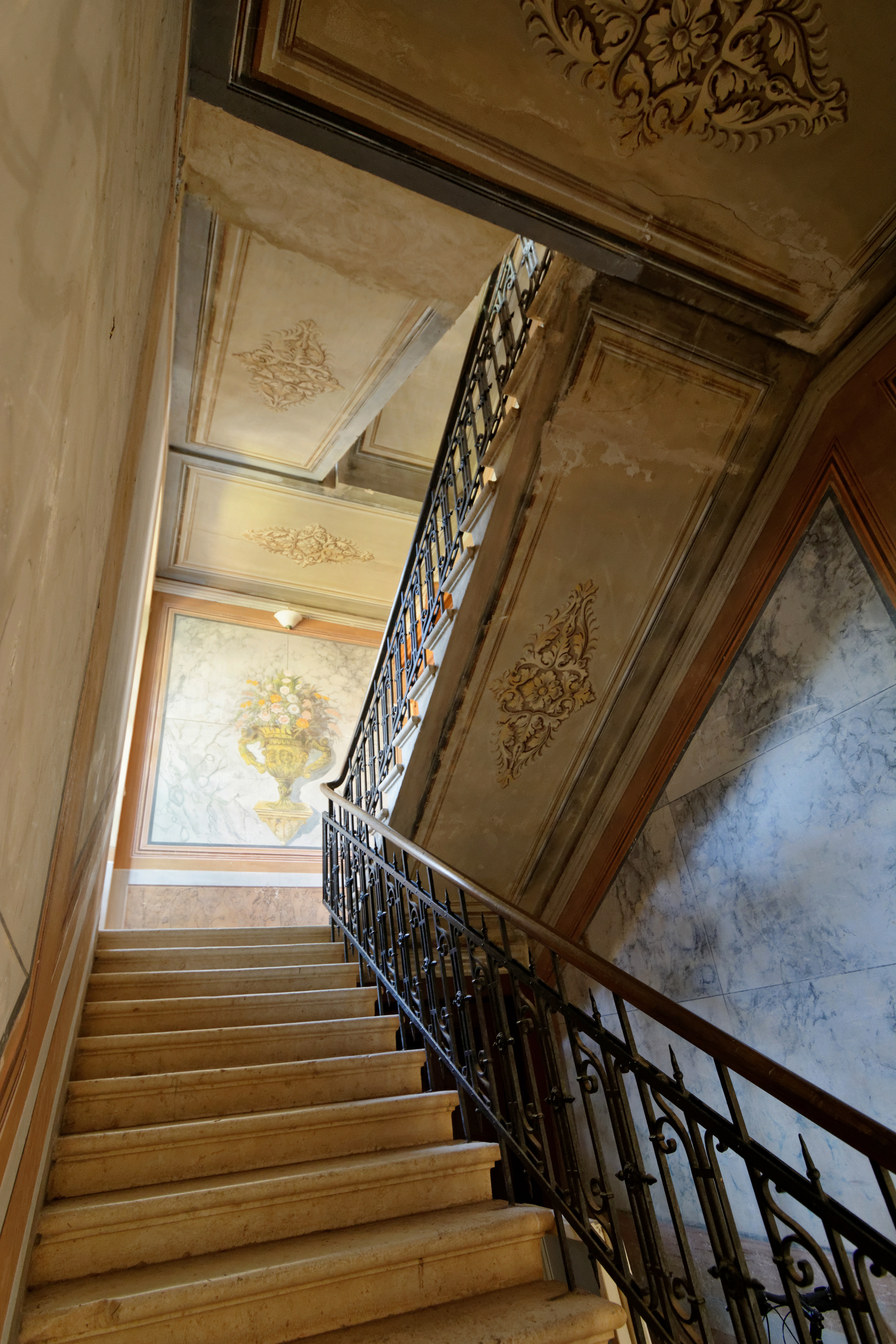
Schodiště s malbami Ivana Zamaly.
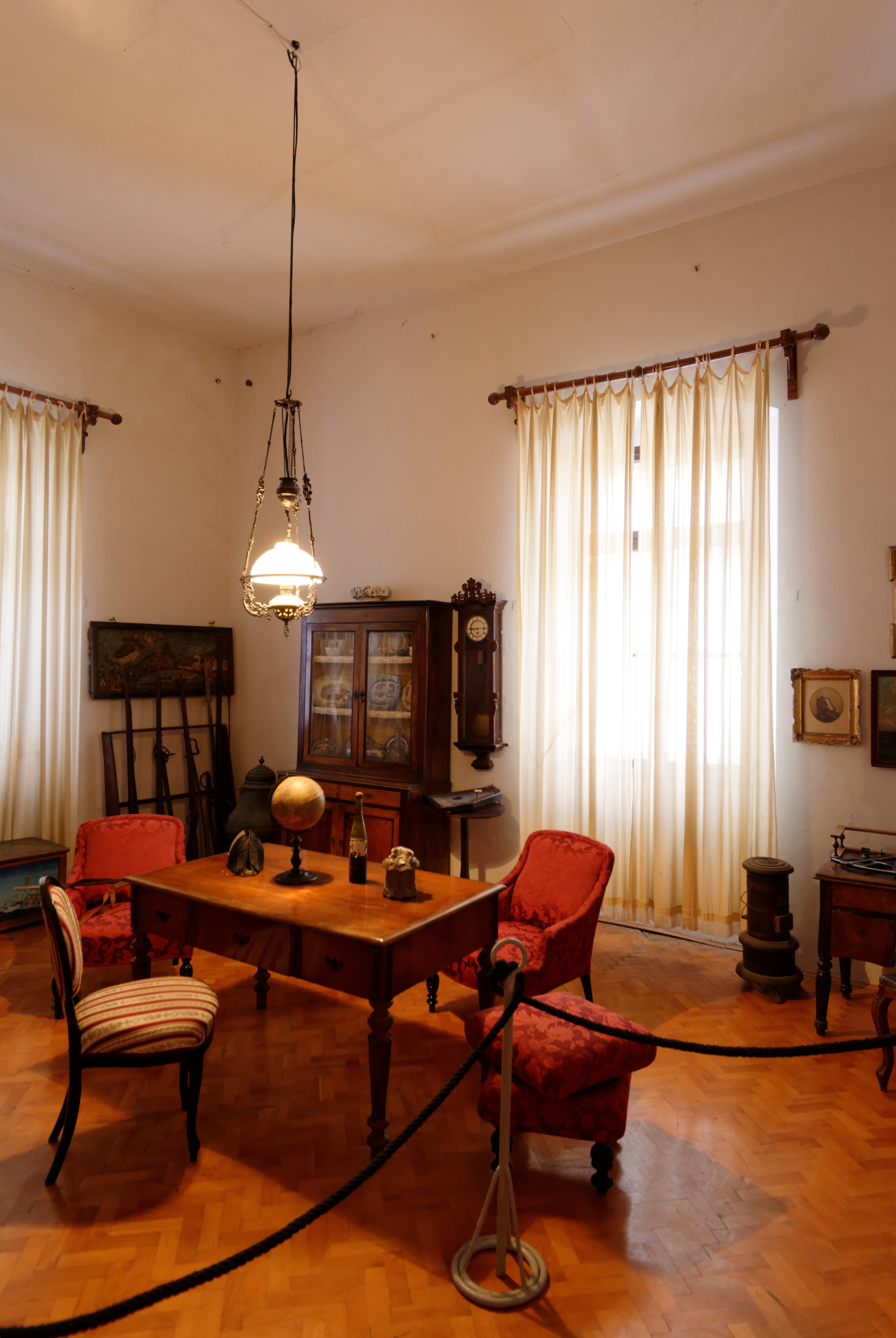
Kapitánský pokoj.
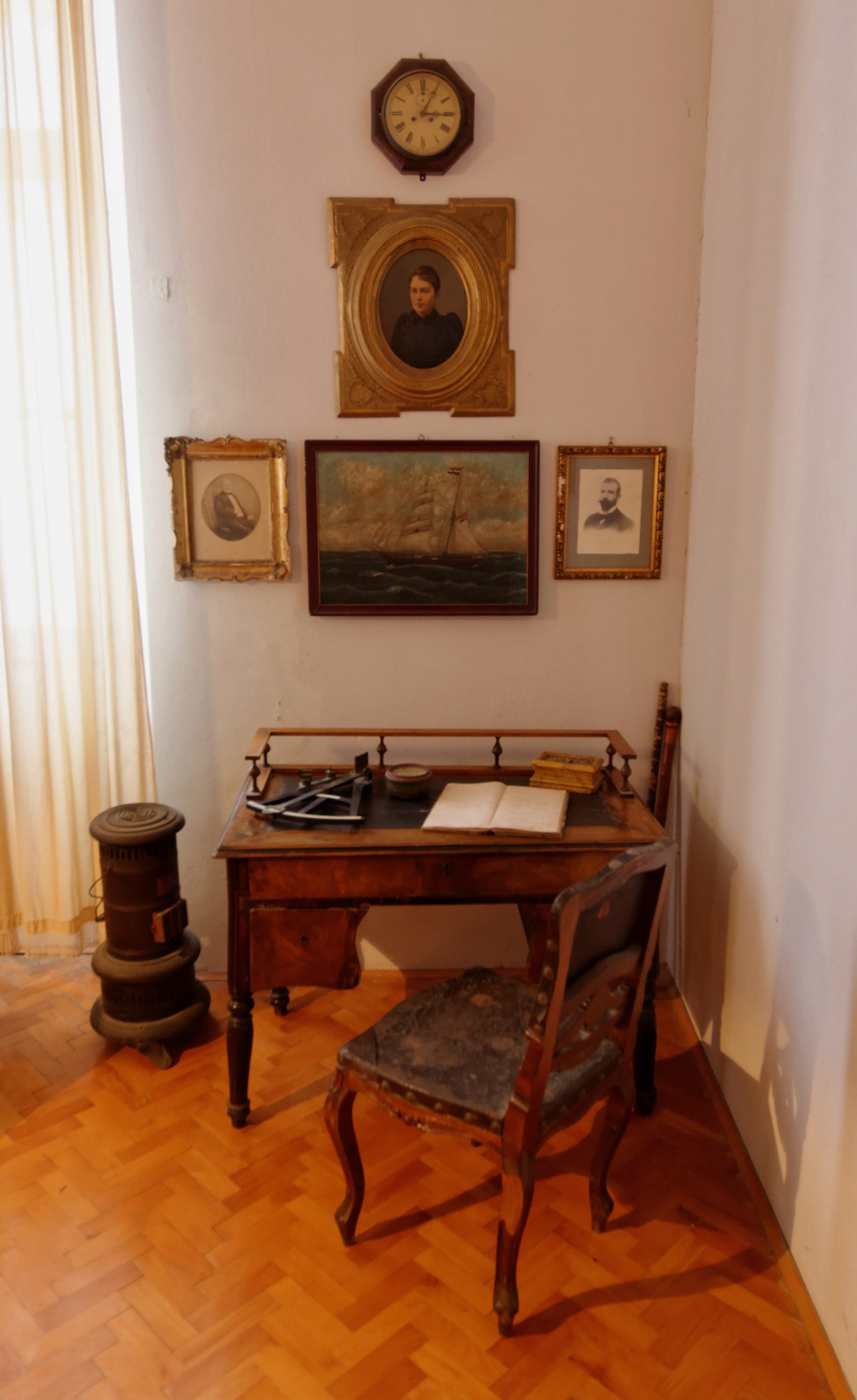
Kapitánský pokoj.